# Vincent doit mourir
Pour plus de détails, voir Fiche technique et Distribution.
Vincent doit mourir est un film fantastique franco-belge réalisé par Stéphan Castang, sorti en 2023.
Le film suit un individu nommé Vincent, qui se retrouve agressé à plusieurs reprises et sans raison apparente par des gens qui tentent de le tuer. Son existence d’homme sans histoires en est bouleversée et, quand le phénomène s’amplifie, il n’a d’autre choix que de fuir et de changer son mode de vie.

## Synopsis
Vincent est graphiste dans une agence. Alors qu'il travaille, Hugo, le nouveau stagiaire, l'agresse violemment avec son ordinateur portable, au point que les autres employés doivent s'y prendre à plusieurs pour le retenir. L'équipe pense que Hugo a fait un burnout et Vincent décide de ne pas mentionner l'incident aux Ressources Humaines.
Le lendemain, Yves, un autre collègue, plante Vincent dans le bras avec un stylo. Tous les deux se retrouvent ensuite au commissariat. Yves, troublé, n'arrive même pas à expliquer la raison pour laquelle il a agressé Vincent. Au final, le commissaire pense que c'est encore dû au stress et Vincent décide de ne pas déposer plainte.
Après une discussion avec le DRH, ce dernier l'invite à travailler depuis chez lui, pour le bien de tous ses collègues. Vincent pense qu'il est victime d'un complot au sein de l'agence dans laquelle il travaille. Le soir, Vincent a un rendez-vous amoureux. La discussion tourne court lorsque Vincent voit un sans-abri se faire renverser par une voiture alors que ce dernier le fixait étrangement depuis la rue.
Un autre jour, Vincent manque de se faire renverser par une conductrice qui le poursuivait. Il prend rendez-vous chez un psychologue  pour se confier mais ce dernier pense que Vincent est lui-même à l'origine de ce problème et qu'il "cherche constamment la tension". Après avoir été victime d'une autre tentative d'agression, il commence à se rendre compte que ses agresseurs l'attaquent en étant dans un état-second, et redeviennent eux-mêmes quand il n'est plus dans leur champ de vision, sans se rappeler ce qu'ils viennent de faire. En rentrant chez lui, il se fait agresser par les enfants de ses voisins mais se défend. Leur mère tombe sur le combat, pensant que c'est Vincent qui les a frappés et très vite, tout le voisinage est au courant.
Vincent fuit la ville et part chez ses parents. Surpris par son arrivée inattendue, son père lui dit qu'il ne peut pas l'accueillir chez eux mais lui propose d'aller vivre dans leur maison de campagne. Sur le chemin, il s'arrête dans une station essence et tombe sur un autre sans-abri qui s'appelle Joachim et qui, lui aussi, est victime de ce mal. Il lui indique que ce phénomène prend de plus en plus d'ampleur et qu'un forum sur internet nommé "Les Sentinelles" rassemble d'autres victimes de ce fléau.
Arrivé à la maison, Vincent supprime tous ses comptes sur les réseaux sociaux et rejoint le forum des Sentinelles. Sur les conseils de Joachim, il adopte un chien afin de le prévenir lorsque d'autres personnes autour de lui commencent à montrer des signes d'agressivité. Un soir, alors qu'il commande un plat à emporter dans un fast-food, Margaux, la serveuse, lui amène sa commande et lui parle, sans jamais l'agresser. Étonné par cela, Vincent décide de la revoir un autre soir. Sauf qu'après avoir passé un moment ensemble, Margaux change de personnalité et l'agresse. Vincent l'assomme et l'emmène dans sa maison. Le lendemain matin, Vincent la ramène chez elle mais par sécurité, lui demande de rester attachée. Le pensant fou, Vincent prouve à Margaux ses dires et s'arrête sur le parking d'un supermarché. Au bout de quelques minutes, ils sont poursuivis par les clients du magasin et s'enfuient en voiture.
Arrivés chez Margaux, Vincent est surpris de voir qu'elle vit sur un bateau. Les deux couchent ensemble tout en faisant attention que Margaux reste attachée. Joachim appelle Vincent pour lui dire qu'il pense être enfin guéri, après avoir remarqué que plus personne ne l'agressait. Il lui annonce qu'il compte enfin retrouver sa femme, à qui il n'avait plus donné de nouvelles depuis des mois. Le soir, Vincent se refait attaquer par Margaux mais se défend en lui assenant un coup dans la tête. Vincent la soigne après qu'elle a repris ses esprits. Le couple s'enfuit ensuite du bateau, entendant des cris à proximité dans la nuit.
En arrivant devant la maison de campagne de Vincent, ils tombent sur un tracteur en feu et la voisine décédée, son corps gisant au sol. En rentrant à l’intérieur, Vincent tombe sur son père, avec un œil au beurre noir, qui les pointe avec un fusil. Après l'avoir désarmé, son père pleure, expliquant que sa femme et lui ont été agressé par des individus violents alors qu'ils étaient dans une station essence et que seul lui a pu s'enfuir vivant. Plus tard, Vincent reçoit un message vocal de Joachim, expliquant que les retrouvailles avec sa femme se sont mal passées et qu'il préfère mettre fin à ses jours.
Le lendemain, Vincent, son père et Margaux roulent sur la route et apprennent à la radio qu'une vague massive de violence a lieu partout dans le pays. Sur l'autoroute, ils s'arrêtent devant un véritable massacre, dans lequel tous les automobilistes se battent entre eux. Dans le chaos, le père de Vincent, ivre de colère, recroise les individus qui ont tué sa femme, et entre dans la bataille tandis que son fils essaye de le rattraper. Margaux, encore attachée dans la voiture, réussit à en sortir, retrouve Vincent (qui remarque que plus personne ne veut l'agresser) et tous les deux s'enfuient après avoir perdus de vue le père de Vincent.
Tandis qu'ils marchent sur des routes désolées, Margaux parle à Vincent mais celui-ci la frappe et l'étrangle. Elle réussit à survivre in-extremis en lui cachant les yeux. Vincent retrouve ses esprits mais est choqué en voyant qu'il était sur le point de tuer Margaux. Ils reprennent le chemin ensemble après que Margaux a bandé les yeux de Vincent afin qu'il ne l'agresse plus.
De retour chez Margaux, cette dernière embrasse Vincent et tous les deux décident de continuer leur survie ensemble sur son bateau, naviguant sur les fleuves.

## Fiche technique
Sauf indication contraire, les informations mentionnées dans cette section peuvent être confirmées par les bases de données cinématographiques IMDb et Allociné,  présentes dans la section « Liens externes ».
- Titre original : Vincent doit mourir
- Réalisation : Stéphan Castang
- Scénario : Stéphan Castang et Mathieu Naert
- Musique : John Kaced
- Décors : Samuel Charbonnot
- Costumes : Charlotte Richard
- Photographie : Manu Dacosse
- Son : Dirk Combey et Émilie Mauguet
- Montage : Méloé Poilleve
- Production : Thierry Lounas, Vincent Maraval et Claire Bonnefoy
  - Production associée : Cassandre Warnauts
- Sociétés de production : Capricci Production, Bobi Lux, Auvergne-Rhône-Alpes Cinéma, Gapbusters, Arte France Cinéma, Wild West et Frakas Productions
  - SOFICA : Cinéventure 6 et Arte-Cofinova 19
- Société de distribution : Capricci Films et Goodfellas
- Pays de production :  France et  Belgique
- Langue originale : français
- Format :
- Genre : fantastique, suspense, thriller
- Durée : 108 minutes
- Dates de sortie :
  - France : 19 mai 2023 (Festival de Cannes) ; 15 novembre 2023 (sortie nationale)
  - Suisse : 1er juillet 2023 (Festival international du film fantastique de Neuchâtel) ; 15 novembre 2023[2] (sortie nationale)
  - Canada : 21 juillet 2023 (Fantasia Film Festival)
- Classification :
  - France : interdit aux moins de 12 ans

## Distribution
Sauf indication contraire, les informations mentionnées dans cette section peuvent être confirmées par les bases de données cinématographiques IMDb et Allociné,  présentes dans la section « Liens externes ».
- Karim Leklou : Vincent Borel
- Vimala Pons : Margaux Lamy
- François Chattot : Jean-Pierre Borel, le père de Vincent
- Michaël Perez : Joachim DB, l'autre « sentinelle »
- Emmanuel Vérité : Yves, le comptable
- Jean-Rémi Chaize : Alex, le DRH
- Ulysse Genevrey : Hugo Monnier, le stagiaire
- Karoline Rose Sun : Audrey
- Sébastien Chabane : Lionel, le collègue
- Pierre Maillet : le psychiatre
- Anne-Gaëlle Jourdain : Marie
- Jean-Christophe Folly : Lucas

## Production
Mathieu Naert a développé son scénario avec le soutien de Nicolas Peufaillit, dans le cadre des Résidences Sofilm de genre 2017 à la suite d'un appel à projet de films fantastiques et de science-fiction. Le film a ensuite été produit dans le cadre de « Wild West », un label de cinéma de genre créé par les sociétés Wild Bunch et Capricci.

## Accueil

### Accueil critique
En France, le site Allociné propose une moyenne de 3,6⁄5, d'après l'interprétation de 28 critiques de presse.

### Box-office
À l'issue de son exploitation en salle, le film a enregistré près de 50 000 entrées.

## Distinctions

### Récompenses
- Festival international du film de Catalogne de Sitges 2023 :
  - Meilleur acteur pour Karim Leklou
  - Meilleure premier long-métrage pour Stéphan Castang
- Festival international du film fantastique de Neuchâtel 2023 : meilleur long-métrage fantastique européen
- Champs-Élysées Film Festival 2023 : prix du public
- Fantasia Film Festival 2023 : mention spéciale
- Festival Européen du Film Fantastique de Strasbourg 2023 : Octopus d'or du meilleur film fantastique européen
- Magritte du cinéma 2024 : Meilleur film étranger en coproduction

### Nomination
- César 2024[8] : Meilleur premier film pour Stéphan Castang

### Sélections
- Festival de Cannes 2023 : sélection de la Semaine de la critique
- Fantasy Filmfest (en) 2023 : en compétition pour le « Fresh Blood Award »